# Kolumbianische Fußballnationalmannschaft der Frauen/Olympische Spiele
Der Artikel beinhaltet eine ausführliche Darstellung der kolumbianischen Fußballnationalmannschaft der Frauen bei den Olympischen Sommerspielen. Die Kolumbianerinnen nahmen 2024 zum dritten Mal am Turnier der Frauen teil und konnten dort erstmals ein Spiel gewinnen und die K.-o.-Runde erreichen, in der sie erst im Elfmeterschießen an Weltmeister Spanien scheiterten.

## Die Nationalmannschaft bei den Olympischen Spielen

### Übersicht
| Olympische Spiele in | Teilnahme bis …    | Gegner                      | Ergebnis | Trainer          | Bemerkungen und Besonderheiten |
| -------------------- | ------------------ | --------------------------- | -------- | ---------------- | --- |
| Atlanta 1996         | nicht teilgenommen |                             |          |                  | Da Kolumbien nicht an der Südamerikameisterschaft 1995 teilgenommen hatte, die als Qualifikation für die WM 1995 diente, konnte sich die Mannschaft nicht für die Olympischen Spiele qualifizieren. |
| Sydney 2000          | nicht qualifiziert |                             |          |                  | Da Kolumbien nicht für die WM 1999 qualifiziert war, konnte sich die Mannschaft nicht für die Olympischen Spiele qualifizieren.                                                                     |
| Athen 2004           | nicht qualifiziert |                             |          |                  | Bei der Südamerikameisterschaft 2003 als Dritter die Qualifikation verpasst |
| Peking 2008          | nicht qualifiziert |                             |          |                  | Da Kolumbien nicht für die WM 2007 qualifiziert war, konnte sich die Mannschaft nicht für die Olympischen Spiele qualifizieren.                                                                     |
| London 2012          | Vorrunde           | Frankreich, Nordkorea, USA  | –        | Ricardo Rozo     | Als Gruppenletzte ohne Tor ausgeschieden |
| Rio de Janeiro 2016  | Vorrunde           | Frankreich, Neuseeland, USA | –        | Fabian Taborda   | Bei der Südamerikameisterschaft 2014 als Zweiter qualifiziert. Als Gruppenletzte ausgeschieden. |
| Tokio 2020           | nicht qualifiziert |                             |          |                  | Kolumbien scheiterte als Vierter der Fußball-Südamerikameisterschaft der Frauen 2018 |
| Paris 2024           | Viertelfinale      | Spanien                     | –        | Ángelo Marsiglia | Durch den Sieg im Halbfinale der Copa América der Frauen 2022 gegen Argentinien qualifiziert. Viertelfinalaus im Elfmeterschießen                                                                   |

## Die Turniere

### Olympia 1996 in Atlanta
Für das erste olympische Fußballturnier der Frauen waren neben Gastgeber USA nur die weiteren sieben besten Mannschaften der WM 1995 bzw. Brasilien für die nicht startberechtigten Engländerinnen qualifiziert. Da Kolumbien nicht an der Südamerikameisterschaft 1995 teilgenommen hatte und sich damit nicht für die WM 1995 qualifizieren konnte, konnte sich die Mannschaft nicht für die Olympischen Spiele qualifizieren.

### Olympia 2000 in Sydney
Für das zweite olympische Turnier waren neben dem Gastgeber wieder nur die sieben besten Mannschaften der WM 1999 qualifiziert. 1998 nahm Kolumbien dann an der Südamerikameisterschaft 1998 in Argentinien teil und bestritt dort erstmals ein Frauen-Länderspiel. Nach einem Sieg im ersten Länderspiel gegen Venezuela verlor die Mannschaft aber mit 1:12 gegen Brasilien, konnte dann zwar mit 5:1 gegen Chile gewinnen, durch ein 1:2 gegen Peru wurde aber das Halbfinale verpasst. Damit war die Mannschaft nicht für die WM qualifiziert und konnte sich daher erneut nicht für die Olympischen Spiele qualifizieren.

### Olympia 2004 in Athen
Für das dritte olympische Frauenfußballturnier mussten sich die südamerikanischen Mannschaften über die Fußball-Südamerikameisterschaft der Frauen 2003 qualifizieren. Kolumbien setzte sich in der Vorrunde gegen Venezuela (8:0) und Ecuador (1:1) durch. Nach einem 1:0 gegen Peru in der Endrunde wurde dann aber gegen Argentinien mit 2:3 und Brasilien mit 0:12 verloren, der höchsten Länderspielniederlage der Kolumbianerinnen. Damit belegten sie hinter Brasilien und Argentinien nur den dritten Platz und waren wieder nicht für die WM und Olympischen Spiele qualifiziert.

### Olympia 2008 in Peking
Für das Turnier in Peking galt die Fußball-Südamerikameisterschaft der Frauen 2006 als Qualifikationsturnier und der Südamerikameister qualifizierte sich für Peking. Da Kolumbien konnte in der Vorrunde nur gegen Uruguay (1:0) gewinnen und gegen Ecuador ein Remis erreichen. Damit verpassten sie die Finalrunde und somit die Qualifikation für die WM 2007 und die Olympischen Spiele.

### Olympia 2012 in London
Wie vier Jahre zuvor galt wieder die Fußball-Südamerikameisterschaft als Qualifikationsturnier und diesmal standen den Südamerikanerinnen zwei direkte Startplätze zu. Kolumbien verlor diesmal in der Vorrunde nur gegen Brasilien (1:2), gewann aber gegen Venezuela, Paraguay und Uruguay, wobei gegen Uruguay mit dem 8:0 einer der beiden höchsten Siege der Kolumbianerinnen gelang. In der Finalrunde erreichten sie gegen Chile zunächst nur ein 1:1 und verloren dann gegen Brasilien mit 0:5. Durch ein 1:0 gegen Titelverteidiger Argentinien im letzten Spiel, wurden sie aber überraschend Zweiter und waren damit erstmals für die WM 2011 und die Olympischen Spiele qualifiziert.
Zum Turnier-Auftakt verlor die Mannschaft gegen Nordkorea mit 0:2, wobei insbesondere die Tatsache Aufmerksamkeit erregte, dass versehentlich bei der Mannschaftsvorstellung auf der Videowand die südkoreanische Flagge gezeigt wurde, woraufhin die nordkoreanischen Spielerinnen den Platz verließen. Erst nach einer Entschuldigung der Olympiaorganisatoren konnte das Spiel mit einer einstündigen Verspätung beginnen. Danach verloren sie gegen Titelverteidiger USA wie bei der WM ein Jahr zuvor mit 0:3 und anschließend gegen Frankreich mit 0:1. Damit waren sie die zweite Mannschaft nach Griechenland, die ohne Torerfolg ausschied.

### Olympia 2016 in Rio de Janeiro
Für das Turnier in Rio de Janeiro war die Südamerikameisterschaft von 2014 die entscheidende Hürde. Kolumbien gewann in der Vorrunde alle Spiele, in der Finalrunde reichte es aber zunächst nur zu einem 0:0 gegen Argentinien. Durch ein anschließendes 2:1 gegen Ecuador und ein 0:0 gegen die bereits für die WM und als Gastgeber für die Olympischen Spiele qualifizierten Brasilianerinnen, wurde Kolumbien aber wieder Gruppenzweiter und qualifizierte sich für die WM 2015 und die Olympischen Spiele. Zudem hatte Kolumbien als einzige Mannschaft kein Spiel verloren. Gegner in Brasilien waren wie 2012 Frankreich und die USA sowie Neuseeland, gegen das zuvor nur Freundschaftsspiele bestritten wurden. Die Kolumbianerinnen verloren gleich ihr erstes Spiel gegen Frankreich mit 0:4, womit sich die Französinnen für die Niederlage im Gruppenspiel bei der WM 2015 revanchieren konnten. Gegen Neuseeland verloren sie dann zwar nur mit 0:1, hatten damit aber nur noch eine geringe Chance sich für das Viertelfinale zu qualifizieren. Im letzten Spiel gegen die USA gelangen den Kolumbianerinnen durch Catalina Usme die ersten Tore bei Olympischen Spielen und gegen die USA sowie zudem durch das 2:2 der erste Punktgewinn überhaupt bei Olympischen Spielen und gegen die USA.

### Olympia 2020 in Tokio
Für das Turnier in Tokio war die Copa América der Frauen 2018 die entscheidende Hürde. Kolumbien gewann in der Vorrunde drei Spiele und gab nur gegen Gastgeber Chile einen Punkt ab. Auch in der Finalrunde spielten sie remis gegen Chile, verloren aber gegen Argentinien und Brasilien, so dass nur der vierte Platz heraussprang, der nicht zur Qualifikation für die Olympischen Spiele reichte.

### Olympia 2024 in Paris
Für das Turnier in Paris war die Copa América der Frauen 2022, die im Juli 2022 in Kolumbien stattfand, die entscheidende Hürde. Kolumbien gewann in der Vorrunde alle Spiele und setzte sich im Halbfinale mit 1:0 gegen Argentinien durch. Damit waren sie für die WM 2023 und die Olympischen Spiele qualifiziert. Das Finale verloren sie dann mit 0:1 gegen Brasilien. Bei der Auslosung der Grupen für die Olympischen Spiele waren die Kolumbianerinnen zusammen mit Australien und Brasilien Topf 3 zugeordnet. Sie wurden in die Gruppe mit Gastgeber Frankreich, Titelverteidiger Kanada und Neuseeland gelost. Nach einer 2:3-Auftaktniederlage nach 0:3-Rückstand gegen die Gastgeberinnen, gelang gegen Neuseeland mit 2:0 der erste Sieg bei Olympischen Spielen. Trotz einer abschließenden 0:1-Niederlage gegen Kanada, erreichten die Kolumbianerinnen als beste Gruppendritte die K.-o.-Runde, wo sie auf Weltmeister Spanien trafen, gegen den noch nie gespielt wurde. Die Kolumbianerinnen gingen zwar früh in Führung und konnten diese auch ausbauen, in der 79. Minute und der siebten Minute der Nachspielzeit mussten sie aber noch zwei Tore hinnehmen, so dass es zur Verlängerung kam, die aber torlos blieb. Im daher notwendigen Elfmeterschießen scheiterten dann Catalina Usme und Liana Salazar an der spanischen Torhüterin, wogegen alle spanischen Torschützinnen erfolgreich waren.

## Statistiken

### Bilanz gegen die Olympiasieger bei Olympischen Spielen
- USA: 2 Spiele – 1 Remis, 1 Niederlage, 2:5 Tore
- Deutschland: 0 Spiele
- Kanada: 0 Spiele
- Norwegen: 0 Spiele

## Spiele
Kolumbien bestritt bisher zehn Spiele bei den Olympischen Spielen, wovon die ersten fünf sowie das siebte und neunte verloren wurden, erst im sechsten ein Punktgewinn und im achten der erste Sieg gelang.
Die Kolumbianerinnen spielten 2024 erstmals gegen den Gastgeber und zum dritten Mal gegen den Titelverteidiger, der einmal auch den Titel verteidigen konnte. Nur gegen Frankreich und Spanien war es das erste Spiel, gegen Nordkorea und die USA hatten sie schon bei der WM 2011 gespielt.
Kolumbien spielte bisher gegen Mannschaften von vier anderen Konföderationen, aber bisher nur gegen den Nordamerika- und Ozeanien-Meister und trafen zweimal auf den amtierenden Weltmeister, wobei sie immer ein 2:2 erreichten, aber im letzten Spiel anschließend das Elfmeterschießen verloren.
Die meisten Spiele bestritt Rekordtorschützin Catalina Usme, die in den neun von zehn Spielen eingesetzt wurde und auch mit drei Toren beste Torschützin ist.
| Nr. | Datum      | Ergebnis             | Gegner      | Austragungsort       | A/H/* | Anlass        | Bemerkung                     |
| --- | ---------- | -------------------- | ----------- | -------------------- | ----- | ------------- | ----------------------------- |
| 1   | 25.07.2012 | 0:2                  | Nordkorea   | Glasgow (GBR)        | *     | Vorrunde      |                               |
| 2   | 28.07.2012 | 0:3                  | USA (TV)    | Glasgow (GBR)        | *     | Vorrunde      |                               |
| 3   | 31.07.2012 | 0:1                  | Frankreich  | Newcastle (GBR)      | *     | Vorrunde      | Erstes Spiel gegen Frankreich |
| 4   | 03.08.2016 | 0:4                  | Frankreich  | Belo Horizonte (BRA) | *     | Vorrunde      |                               |
| 5   | 06.08.2016 | 0:1                  | Neuseeland  | Belo Horizonte (BRA) | *     | Vorrunde      |                               |
| 6   | 09.08.2016 | 2:2                  | USA* (TV)   | Manaus (BRA)         | *     | Vorrunde      |                               |
| 7   | 25.07.2024 | 2:3                  | Frankreich  | Lyon (FRA)           | A     | Vorrunde      |                               |
| 8   | 28.07.2024 | 2:0                  | Neuseeland  | Lyon (FRA)           | *     | Vorrunde      |                               |
| 9   | 31.07.2024 | 0:1                  | Kanada (TV) | Nizza (FRA)          | *     | Vorrunde      |                               |
| 10  | 03.08.2024 | 2:2 n. V.; 2:4 i. E. | Spanien *   | Lyon (FRA)           | *     | Viertelfinale | Erstes Spiel gegen Spanien    |

Anmerkung: Fett gesetzte Mannschaften waren zum Zeitpunkt des Spiels Kontinentalmeister, die mit „*“ markierte Mannschaft war Weltmeister.

## Rekorde
Diese Niederlagen sind die höchsten Niederlagen gegen diese Länder:
- Nordkorea 0:2 (Vorrunde 2012) – einzige Niederlage gegen Nordkorea
- Frankreich 0:4 (Vorrunde 2016)
- Kanada 0:1 (Vorrunde 2024) – zudem ein 0:1 in einem Freundschaftsspiel und ein 1:2 im Halbfinale der Panamerikanischen Spiele 2011
- Neuseeland 0:1 (Vorrunde 2016) – zudem ein 0:1 und ein 1:2 beim Matchworld Cup 2011 und 2012

Der bisher einzige Sieg ist auch der höchste gegen Neuseeland.

### Negativrekorde
- Die meisten Spiele in Folge ohne Torerfolg: Südafrika und Kolumbien (2012–2016) je 5